# Izolovaný a limitní kardinál
Izolovaný kardinál a limitní kardinál jsou pojmy z teorie množin, které rozdělují kardinální čísla na dvě disjunktní třídy podle postavení v hierarchii kardinálů.

## Definice
Je-li {\displaystyle \lambda \,\!} kardinál, pak množina všech větších kardinálů má vždy nejmenší prvek – označme jej {\displaystyle \lambda ^{+}\,\!} a nazvěme následníkem kardinálu {\displaystyle \lambda \,\!}. Kardinál {\displaystyle \lambda \,\!} nazýváme předchůdcem kardinálu {\displaystyle \lambda ^{+}\,\!}
Řekneme, že kardinál je limitní, pokud nemá předchůdce a je neprázdný.

V opačném případě mluvíme o izolovaném kardinálu.
Poznámka: Pojmy limitní kardinál a izolovaný kardinál nesmí být zaměňovány s pojmy limitní ordinál a izolovaný ordinál. Každý nekonečný kardinál je limitním ordinálem, bez ohledu na to, zda se jedná o limitní kardinál nebo izolovaný kardinál.

## Příklady
- Všechna konečná ordinální čísla jsou zároveň izolované kardinály.
- Množina přirozených čísel {\displaystyle \omega =\aleph _{0}\,\!} je první limitní kardinál.
- {\displaystyle \aleph _{1},\aleph _{2},\ldots \,\!}, jsou izolované kardinály, obecně pro každý izolovaný ordinál {\displaystyle \alpha >0\,\!} je {\displaystyle \aleph _{\alpha }\,\!} izolovaný kardinál.
- {\displaystyle \aleph _{\omega }\,\!} je první nespočetný limitní kardinál, opět obecně pro každý limitní ordinál {\displaystyle \alpha \,\!} je {\displaystyle \aleph _{\alpha }\,\!} limitní kardinál.